# Souvenirs (álbum de Dan Fogelberg)
Souvenirs es el segundo álbum de estudio en solitario del cantautor estadounidense Dan Fogelberg. Fue publicado en noviembre de 1974 a través de Epic Records.

## Grabación y contenido
Las sesiones de grabación del álbum tuvieron lugar en 1974 en dos estudios diferentes de Los Ángeles, California: Record Plant y Elektra Studios. Para junio de 1974, Arty Goodman, en su columna For the Record, anunció que el álbum estaba casi listo. Además de producir el álbum, Joe Walsh también tocó la guitarra en 10 de las 11 pistas del álbum. Los músicos de sesión incluían a los Eagles Glenn Frey y Don Henley, Graham Nash, Gerry Beckley de America, el percusionista Joe Lala, y el veterano baterista de sesión Russ Kunkel. Souvenirs contenía once canciones. Todas las pistas fueron escritas por el propio Fogelberg.

## Recepción de la crítica
Un escritor no especificado de la revista Cash Box lo consideró “una colección de melodías que reflejan una capacidad de percepción penetrante y un idealismo locuaz”, y señaló que Fogelberg demuestra que su potencial es prácticamente ilimitado.

## Legado
En 2017, la banda Eagles versionaron «Part of the Plan» para el álbum tributo a Fogelberg, A Tribute to Dan Fogelberg. Fue producido por su viuda Jean, Norbert Puthman, Chuck Morris y su amigo y manager de toda la vida Irving Azoff. Ese mismo año, se estrenó en Tennessee un espectáculo de teatro musical titulado Part of the Plan, que incluye la música de Fogelberg.

## Lista de canciones
Todas las canciones escritas y compuestas por Dan Fogelberg. 
Lado uno
1. «Part of the Plan» – 3:18
2. «Illinois» – 4:13
3. «Changing Horses» – 2:34
4. «Better Change» – 3:04
5. «Souvenirs» – 4:33
6. «The Long Way» – 3:55

Lado dos
1. «As the Raven Flies» – 4:28
2. «Song from Half Mountain» – 2:51
3. «Morning Sky» – 2:48
4. «(Someone's Been) Telling You Stories» – 5:32
5. «There's a Place in the World for a Gambler» – 5:41

## Posicionamiento
| Gráfica (1975)                            | Pico de posición |
| ----------------------------------------- | ---------------- |
| Estados Unidos (Billboard Top LPs & Tape) | 17               |
| Estados Unidos (Cash Box Top 100 Albums)  | 21               |

## Certificaciones y ventas
| País                                                     | Certificación | Ventas     |
| -------------------------------------------------------- | ------------- | ---------- |
| Estados Unidos (RIAA)                                    | 2× Platino    | 2 000 000* |
| *cifras de ventas basadas únicamente en la certificación |               |            |